# Weston (Georgia)
Weston es una localidad situada en el condado de Webster, Georgia, Estados Unidos. Según el censo de 2000, en ese momento su población era de 75 habitantes.
Tuvo el estatus de pueblo hasta 2009, cuando fue fusionado con Preston para formar el Gobierno Unificado del Condado de Webster.

## Demografía
En el 2000, los ingresos promedio de los hogares eran de $41,000 y los ingresos promedio de las familias eran de $41,875. Los ingresos per cápita para la localidad eran de $22,275. Los hombres tenían ingresos por $28,125 frente a los $18,750 que percibían las mujeres.

## Geografía
Weston está ubicado en las coordenadas 31°58′40″N 84°36′56″O / 31.97778, -84.61556 (31.977666, -84.615451).
Según la Oficina del Censo, la localidad tiene un área total de 2.4 km², correspondientes en su totalidad a tierra firme.